# 銀州区
銀州区（ぎんしゅう-く）は中華人民共和国遼寧省鉄嶺市に位置する市轄区。

## 歴史
1979年、鉄嶺県より分割設置された県級市の鉄嶺市を前身とする。1984年、地級市の鉄嶺市が設置された際に銀州区と改編され現在に至る。

## 行政区画
7街道弁事処、1郷を管轄する。
- 街道弁事所：紅旗街道、工人街道、鉄西街道、銅鐘街道、柴河街道、嶺東街道、遼海街道
- 郷：竜山郷

## 交通

### 鉄道
- 中国国家鉄路集団
  - 京哈線
    - 鉄嶺駅

### 道路
- 高速道路
  -  京哈高速道路
- 国道
  -  G102国道